# Mixed Nuts (bài hát)
"Mixed Nuts" (ミックスナッツ Mikkusu Nattsu) là bài hát do ban nhạc Nhật Bản Official Hige Dandism thu âm, phát hành dưới định dạng kỹ thuật số vào ngày 15 tháng 4 năm 2022, thông qua hãng đĩa Irori Records. Bài hát được chọn làm bài hát chủ đề mở đầu mùa đầu tiên cho bộ anime Spy × Family. Bài hát đã đạt vị trí số một trên bảng xếp hạng Japan Hot 100 và vị trí thứ 61 trên bảng xếp  Billboard Global 200. Mixed Nuts EP được phát hành vào ngày 22 tháng 6 năm 2022.

## Sáng tác và lời bài hát
"Mixed Nuts" là một bài hát nhạc jazz và pop rock. Nó được sáng tác và viết bởi ca sĩ Satoshi Fujihara cho anime Spy × Family, với chủ đề gia đình, cũng như tình yêu của nhân vật chính Anya dành cho đậu phộng. "Tôi từng nghe Anya nói rằng cô bé rất thích đậu phộng. Tôi chợt nghĩ đến đậu phộng trong các loại hạt hỗn hợp mà tôi thường ăn và tra cứu chúng, tôi phát hiện ra rằng tuy trông giống nhau nhưng quả hạch mọc trên cây và đậu phộng mọc dưới đất, được phân thành hai loại khác nhau và đậu phộng thực sự là một loại khác, bất chấp vẻ ngoài của chúng." Sau đó anh ấy tuyên bố, "Tôi cảm thấy đây chính là chủ đề của tác phẩm này, có điều gì đó thú vị khi đóng vai một gia đình giả trong khi che giấu danh tính thực sự của mình và đối đầu với thứ gì đó giống như một gia đình thực sự, và rằng hạnh phúc và niềm vui đến với bạn mới là điều quan trọng, chứ không phải là nó có thật hay không. Tôi đã tạo ra tác phẩm này với ý nghĩ của mình."

## Video âm nhạc
Video âm nhạc cho "Mixed Nuts" được phát hành vào ngày 15 tháng 4 năm 2022, cùng ngày với đĩa đơn được phát hành và do Takuto Shimpo đạo diễn.

## Danh sách
- Tải xuống kỹ thuật số / streaming

1. "Mixed Nuts" (ミックスナッツ?) – 3:33

- CD / tải xuống kỹ thuật số / streaming (Mixed Nuts EP)

1. "Mixed Nuts" – 3:33
2. "Anarchy" – 4:29
3. "Choral A" – 3:59
4. "Hagan" (破顔 "Broken Face"?) – 4:41

## Nhân sự
Official Hige Dandism
- Satoshi Fujihara – hát chính, lời bài hát, soạn nhạc, trống bổ sung, sáng tác
- Daisuke Ozasa – guitar, hát đệm
- Makoto Narazaki – bass guitar, hát đệm
- Masaki Matsuura – trống, hát đệm

Các nhạc sĩ bổ sung
- Atsuki Yumoto – người đồng dàn nhạc – kèn, kèn
- Toshihiro Kawashima – kèn trombone
- Andy Wulf – saxophone
- Seiya Yokota – trống bổ sung, người đồng dàn nhạc – trống

Sản xuất
- Genki Wada – kỹ thuật viên trống, bổ sung trống
- Kazutaka Minemori – kỹ thuật viên guitar
- Kazuhiro Saito – kỹ thuật viên nhạc cụ
- Shota Kinebuchi – kỹ thuật viên nhạc cụ
- Takuya Kondo – kỹ thuật viên nhạc cụ
- Masahito Komori – kỹ thuật viên âm thanh
- Randy Merrill – kỹ thuật viên hậu kỳ

## Bảng xếp hạng âm nhạc
| Bảng xếp hạng (2022)                  | Vị trí cao nhất |
| ------------------------------------- | --------------- |
| Global 200 (Billboard)                | 61              |
| Japan (Japan Hot 100)                 | 1               |
| Japan Hot Animation (Billboard Japan) | 1               |
| Nhật Bản (Oricon)                     | 3               |
| Japan Combined Singles (Oricon)       | 2               |

| Bảng xếp hạng (2022)                  | Vị trí |
| ------------------------------------- | ------ |
| Global Excl. US (Billboard)           | 113    |
| Japan (Japan Hot 100)                 | 4      |
| Japan Hot Animation (Billboard Japan) | 2      |
| Japan (Oricon)                        | 87     |
| Japan Combined Singles (Oricon)       | 3      |

## Giải thưởng
| Sự kiện/Lễ trao giải         | Năm  | Giải thưởng              | Kết quả   | Ref.   |
| ---------------------------- | ---- | ------------------------ | --------- | ------ |
| MTV Video Music Awards Japan | 2022 | Best Group Video (Japan) | Đoạt giải | [ 15 ] |
| Crunchyroll Anime Awards     | 2023 | Best Opening Sequence    | Đề cử     | [ 16 ] |
| Anime Grand Prix             | 2023 | Bài hát chủ đề hay nhất  | Đoạt giải | [ 17 ] |

## Chứng nhận
| Quốc gia                                                                                 | Chứng nhận | Số đơn vị/doanh số chứng nhận |
| ---------------------------------------------------------------------------------------- | ---------- | ----------------------------- |
| Nhật Bản (RIAJ)                                                                          | Vàng       | 100.000*                      |
| Streaming                                                                                |            |                               |
| Nhật Bản (RIAJ)                                                                          | Vàng       | 50.000.000                    |
| * Chứng nhận dựa theo doanh số tiêu thụ. · Chứng nhận dựa theo doanh số phát trực tuyến. |            |                               |